# Rita Bottiglieri
Rita Bottiglieri (* 29. Juni 1953 in Torre del Greco) ist eine ehemalige italienische Sprinterin und Hürdenläuferin.

## Leben
Im Jahr 1975 wurde Bottiglieri bei den Halleneuropameisterschaften in Kattowitz Fünfte über 60 Meter und gewann bei den Mittelmeerspielen Gold über 100 Meter und Silber über 400 Meter. Bei den Olympischen Spielen 1976 in Montreal erreichte sie über 400 Meter das Viertelfinale.
Danach gewann sie bei den Halleneuropameisterschaften 1977 in San Sebastián Bronze über 60 Meter und 60 Meter Hürden sowie 1978 in Mailand Silber über 400 Meter.
Von 1975 bis 1977 wurde sie dreimal in Folge italienische Meisterin über 100 und 200 Meter. In der Halle errang sie 1975 und 1978 den nationalen Titel über 60 Meter. Außerdem wurde sie 1973 im Freien und 1974 in der Halle italienische Meisterin im Fünfkampf.

## Persönliche Bestzeiten
- 60 m (Halle): 7,34 s, 13. März 1977, Donostia-San Sebastián
- 100 m: 11,46 s, 1. Juni 1977, Florenz
- 200 m: 23,15 s, 6. August 1977, Trinec
- 400 m: 52,24 s, 20. Juni 1977, Turin
  - Halle: 53,18 s, 12. März 1978, Mailand
- 60 m Hürden (Halle): 8,36 s, 19. Februar 1977, Sofia
- 400 m Hürden: 56,76 s, 10. September 1980, Bologna
- Weitsprung: 6,44 m, 12. September 1976, Reggio nell’Emilia